# 알프레트 타르스키
알프레트 타르스키(폴란드어: Alfred Tarski, 1901년 1월 14일 ~ 1983년 10월 26일)는 폴란드 출신의 논리학자·수학자·철학자이다. 논리학과 수학기초론에 큰 영향을 끼쳤고, 20세기 논리학에서 쿠르트 괴델과 함께 양대를 이루는 학자였다.

## 생애
바르샤바에서 유대인 가정에서 태어났으며, 본명은 알프레트 타이텔바움(폴란드어: Alfred Tajtelbaum)이었다. 1918년 바르샤바 대학교에 입학하여 생물학을 공부하였으나, 바르샤바 대학교의 수학 교수 스타니스와프 레시니에프스키(폴란드어: Stanisław Leśniewski)가 타르스키의 재능을 알아보고, 타르스키를 수학과로 유치하려 노력하였다. 결국 타르스키는 생물학을 접고 수학을 공부하였다. 이후 타르스키는 레시니에프스키의 유일한 박사 지도 학생이 되었고, 우카시에비치, 시에르핀스키, 마주르키에비치, 코타르빈스키 등에게서 수학, 철학, 논리학을 수학하였다. 이후 바르샤바 대학교를 졸업한 최연소 박사가 되었다.
1923년에 타르스키는 성을 유대인식 이름 "타이텔바움"에서 "타르스키"로 개명하였고 로마 가톨릭교회로 개종하였는데, 개인적으로 타르스키는 무신론자였다고 한다.
이후 바르샤바의 한 고등학교에서 수학을 가르쳤고, 1929년에 동료 교사 마리아 비트코프스카(폴란드어: Maria Witkowska)와 결혼하였다. 리비우 대학교와 포즈난 대학교 교수직에 지원하였으나 탈락하였다. 1939년 8월, 미국에서 강연하러 배를 탔는데, 타르스키가 떠난 직후 나치 독일과 소련은 폴란드를 침공하여 타르스키는 가족을 남겨둔 채 미국에 머물러야만 했다. 제2차 세계 대전 동안 타르스키의 친척들은 나치 독일에 의해 모두 학살 당했지만, 유대인이 아니었던 아내 마리아는 살아남았다.
미국에서 타르스키는 하버드 대학교 (1939), 뉴욕 시립 대학 (1940), 프린스턴 고등연구소 (1942) 등에 머물렀고, 1942년에 캘리포니아 대학교 버클리의 수학 교수가 되었다. 1945년 미국 시민권을 획득하였다. 타르스키는 버클리에서 매우 뛰어나지만 매우 까다로운 교수로 유명하였다. 타르스키의 뉴욕 타임스 부고 기사에는 다음과 같은 묘사가 실려 있다.
| “ | 버클리에서 그의 세미나는 금방 논리학의 산실이 되었다. 타르스키의 학생들 중 상당수는 이미 유명한 수학자가 되었는데, 항상 최고의 명확성과 엄밀성을 요구하면서 학생들로부터 최선의 성과를 이끌어 내기 위하여 그가 들였던 엄청난 에너지를 회상하였다. His seminars at Berkeley quickly became a power-house of logic. His students, many of them now distinguished mathematicians, recall the awesome energy with which he would coax and cajole their best work out of them, always demanding the highest standards of clarity and precision. | ” |
|   | — Times의 부고 기사 |   |

타르스키는 1968년 은퇴하였지만 1973년까지 강의를 계속하였고, 사망 직전까지 계속 박사 과정 학생들을 지도하였다. 타르스키 아래 총 24명의 학생들이 박사 학위를 취득하였고, 특히 그 가운데 5명은 여성이었다. 이는 당시 수학계에 여성들이 희귀했다는 점을 볼 때 놀라운 점이다. 1983년 버클리에서 사망하였다.

## 같이 보기
- 폴란드 철학사

## 참고 문헌
- Feferman, Anita Burdman; Feferman, Solomon (2004). 《Alfred Tarski:  Life and Logic》. Cambridge University Press. ISBN 978-0-521-80240-6. OCLC 54691904.
- Givant, Steven, 1991. "A portrait of Alfred Tarski", Mathematical Intelligencer 13: 16-32.
- Patterson, Douglas. Alfred Tarski: Philosophy of Language and Logic (Palgrave Macmillan; 2012) 262 pages; biography focused on his work from the late-1920s to the mid-1930s, with particular attention to influences from his teachers Stanislaw Lesniewski and Tadeusz Kotarbinski.